# Корпо Рено (Ферара)
Корпо Рено (итал. Corpo Reno) је насеље у Италији у округу Ферара, региону Емилија-Ромања.
Према процени из 2011. у насељу је живело 1494 становника. Насеље се налази на надморској висини од 14 м.